# Монастир Нінна
Монасти́р Ні́нна або Ні́нна-джі́ (яп. 仁和寺, にんなじ, МФА: [ɲin̚.na d͡ʑi], «монастир років Нінна») — буддистський монастир в Японії.  Належить секті Шінґон-Омура.  Головний монастир секти. Розташований за адресою: префектура Кіото, місто Кіото, район Укьо, квартал Омуро-Оучі 33. Монастирський титул — гора Оучі.  Заснований 888 року. Головною святинею монастиря є статуя будди Аміди. До цінних пам'яток належать золотий храм (національний скарб Японії), п'ятиярусна пагода (важлива культурна пам'ятка Японії).
 Був помешканням Імператора Уди після зречення від престолу й постригу у ченці. Відтоді називався палацом Омуро́. Століттями керувався настоятелями, що призначалися з числа Імператорських принців Імператорського дому Японії. Під час громадянської війни 1467—1477 років втратив всі культові споруди. Відреставрований в середині 17 століття. Головний храм — колишня Мала тронна зала Імператорського палацу, перенесена на нове місце 1647 року. 1994 року занесений до списку Світової спадщини ЮНЕСКО в Японії.

## Історія

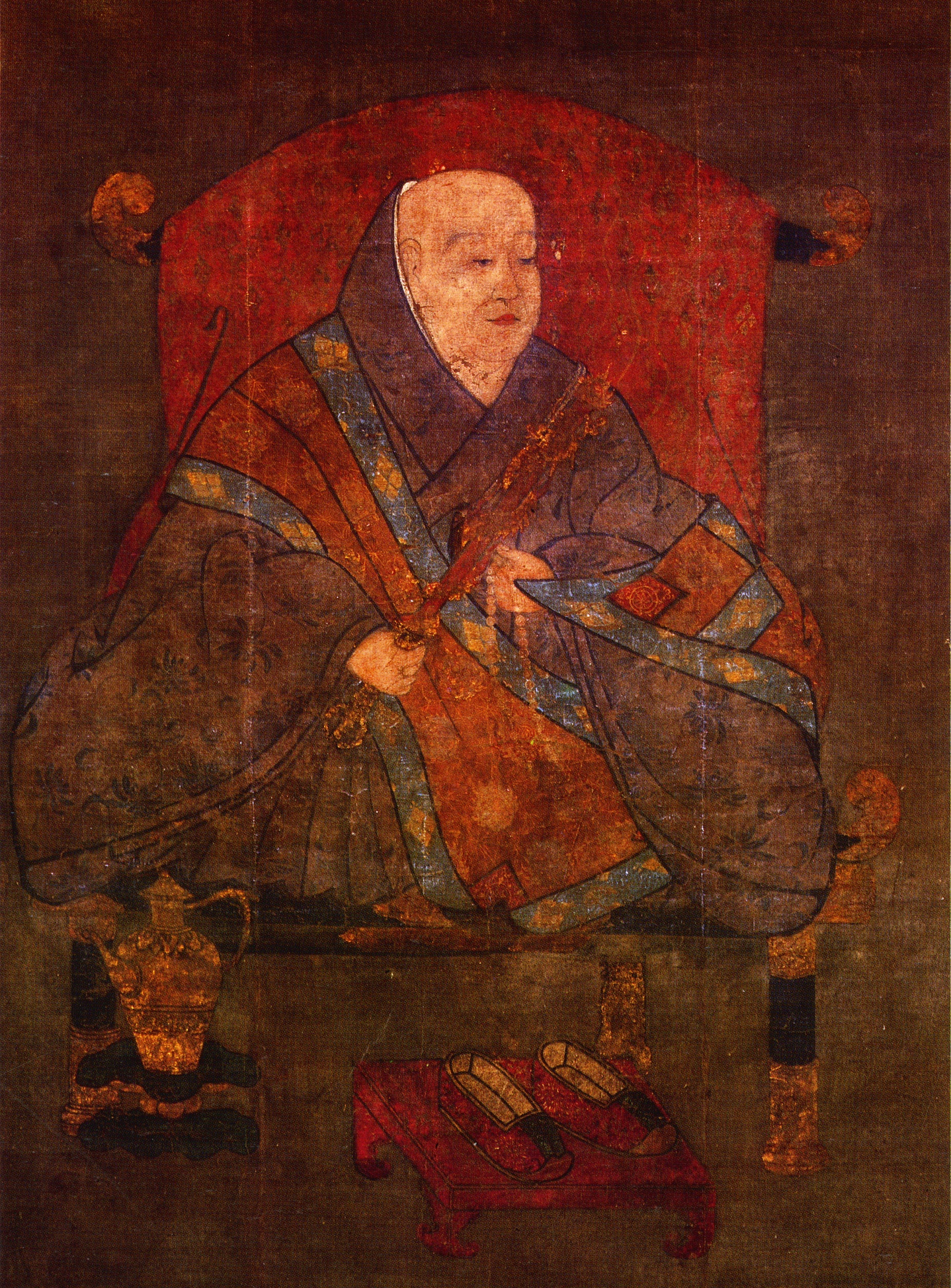
Імператор Уда, засновник монастиря

Будівництво монастиря Нінна було розпочато 886 року (4 року Нінна) за указом Імператора Коко на північно-західній околиці японської столиці Кіото. Наступного року монарх помер, не встигши побачити завершення робіт, тому за здійснення його задуму взявся наступник — Імператор Уда. 888 року він добудував монастир і назвав його на честь девізу правління Нінна. Освячення обителі відбулося за допомоги ченця Шіндзена секти Шінґон. Першим настоятелем монастиря призначили монаха Канґена.
Імператор Уда був палким буддистом, тому зрікся престолу, прийняв чернечий постриг за наставництва Якушіна, голови столичного Східного монастиря, і переселився до збудованого ним монастиря Нінна. На території монастиря він звів власні апартаменти (японською — омуро), від імені яких монастир стали називати палацом Омуро. Відтоді зародився звичай призначати настоятелів монастиря Нінна з представників Імператорської родини Японії, якім надавали титул Імператорського принца-ченця. Окрім них в монастирі працювали такі ченці аристократичного походження як Канчьо, Канку, Сайсін і Канджьо, які займалися розвитком наук та релігійної доктрини секти Шінґон.
1119 року більшість споруд і храмів монастиря Нінна згоріла. Попри це, Імператорський двір та столична аристократія відбудували монастир, а також сприяли його подальшому розростанню. За керівництва настоятеля-принца Какушьо (1153 — 1169), який був призначений завідувачем справами усіх буддистських сект Японії, монастир Нінна мав статус головного буддистського центру країни. Процвітання монастиря тривало до XV століття.
Під час великої Смути Онін 1467 — 1477 років усі будівлі монастиря Нінна згоріли, а його територія перетворилася на пустир. Відбудова монастиря почалася в XVII столітті за правління шьоґуна Токуґави Ієміцу. Він пожертвував 200 тисяч золотих рьо на реставраційні роботи. Крім цього, під час перебудови Імператорського палацу 1647 року, Імператорський двір подарував монастирю Нінна понад 30 будівель, серед яких були Мала тронна зала, Прохолодна зала, Житлова зала, Китайські ворота Чотириколонні ворота та інші.
Після реставрації Мейджі 1868 року та релігійної реформи 1870 року традиція керування монастирем особами з Імператорської родини була перервана. 1887 року деякі споруди монастиря Нінна згоріли. Капітальна реставрація почалася лише 1909 року і тривала півдесятиліття.

## Будівлі. Скарби
Станом на 1994 рік на території монастиря Нінна розташовані Золотий храм, кондō, Храм засновника, Брама Ніо, П'ятиярусна пагода, Храм Каннон, Середні ворота, дзвіниця, Чайна альтанка летючих хвиль, Альтанка далекої огорожі та інші споруди.
Золотий храм занесений до списку Національних скарбів Японії. Це колишня Мала тронна зала Імператорського палацу, перенесена 1647 року на територію монастиря. В храмі зберігається головна святиня — триптих будди Аміди з бодгісаттвами Каннон і Сейші, виготовлений на початку IX століття. Він також є складовою Національних скарбів країни. Храм засновника — це колишня Прохолодна зала Імператора. Вона має шатровий дах і була перенесена разом із Малою тронною залою. У храмі розміщено статую сидячого ченця Кукая, засновника японської секти езотеричного буддизму Шінґон. Пятиярусна пагода і Брама Ніо також виготовлені близько 1647 року.
Цінними скульптурами монастиря Нінна є статуї божеств Дзочьо і Тамона — двох небесних махараджів, охоронців буддизму; богині мистецтв Бендзай, сидяча статуя божества Айдзена тощо. Також в монастирі знаходиться шовкова картина божества Куджяку — національний скарб Японії, та портрет принца Шьотоку — цінна культурна пам'ятка Японії. В бібліотеці обителі зберігаються стародавні манускрипти, серед яких найціннішими є рукописи Кукая «Тридцятикнижжя» (яп. 三十帖冊子, さんじゅうじょうさっし, Санджюджьō сашші, IX століття), найстаріший японський медичний трактат «Методи знахарства» (яп. 医心方, いしんぽう, Ішімпо, 984) та середньовічна хроніка монастиря «Записи успадкування Омуро» (яп. 御室相承記, おむろそうしょうき, Омуро сошьō-кі, XIII століття).
Також на території монастиря розташовується гробниця Імператора Уда й парк сакур, який називають Парком сакур Омуро.

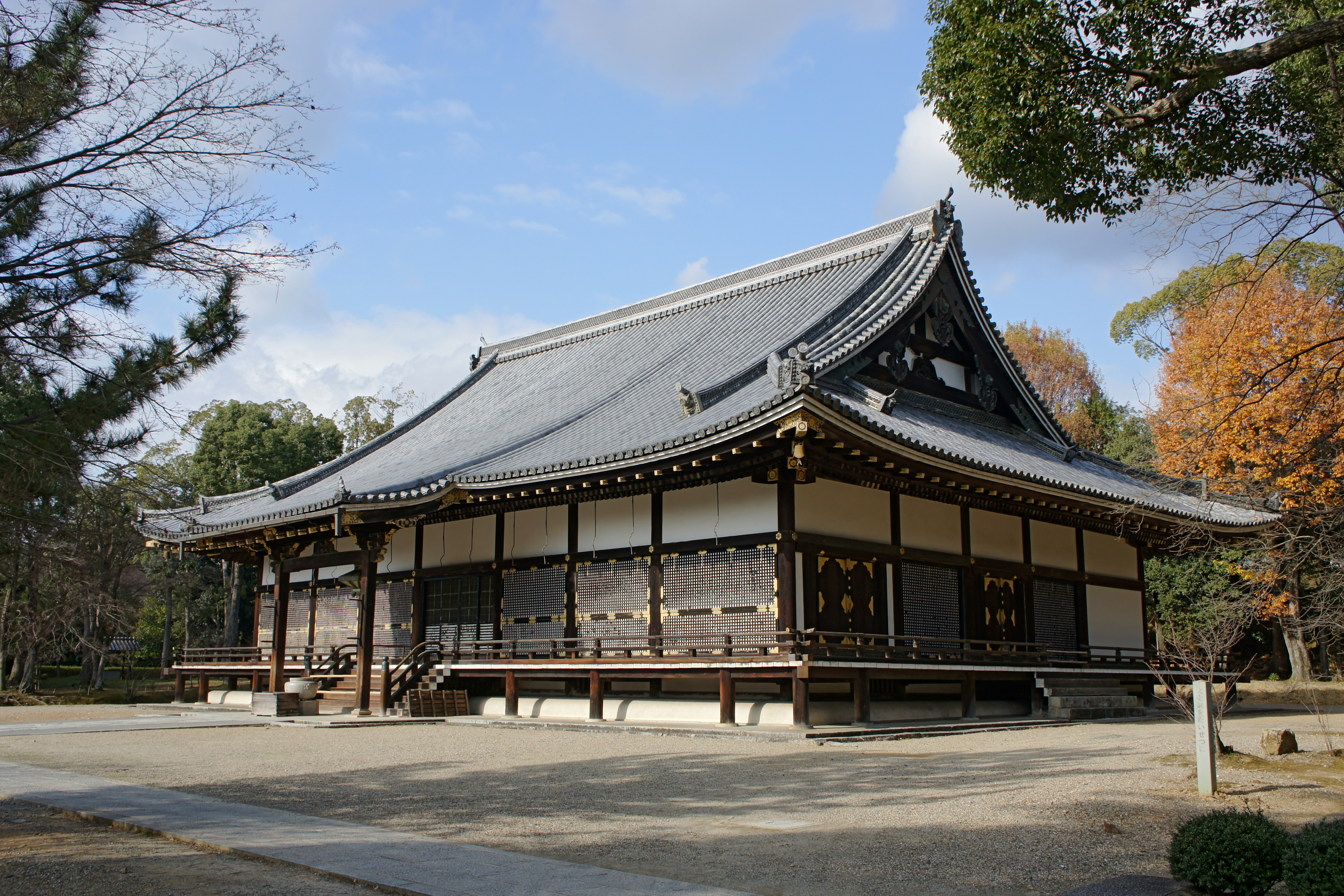
Золотий храм
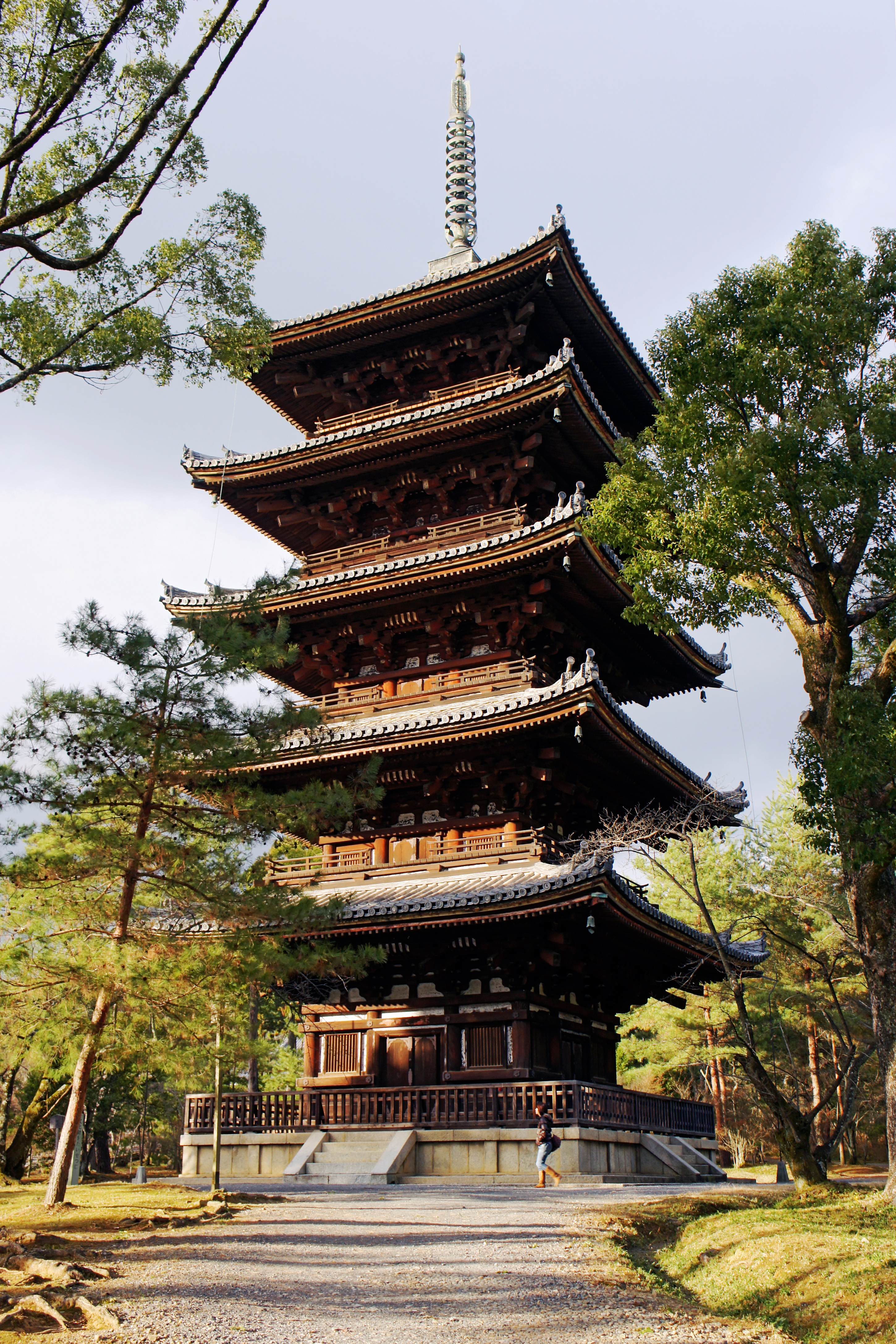
Пагода
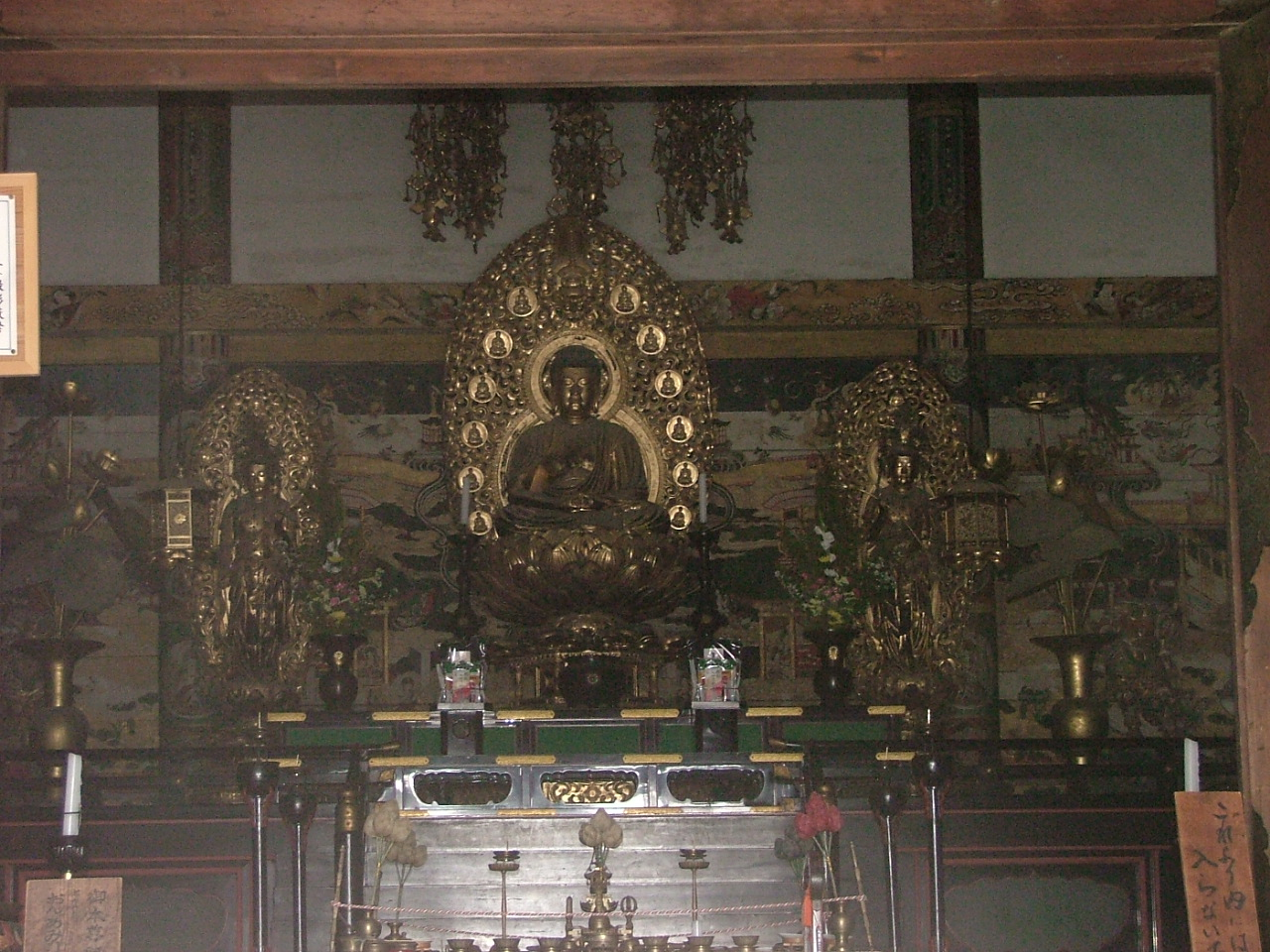
Триптих Аміди
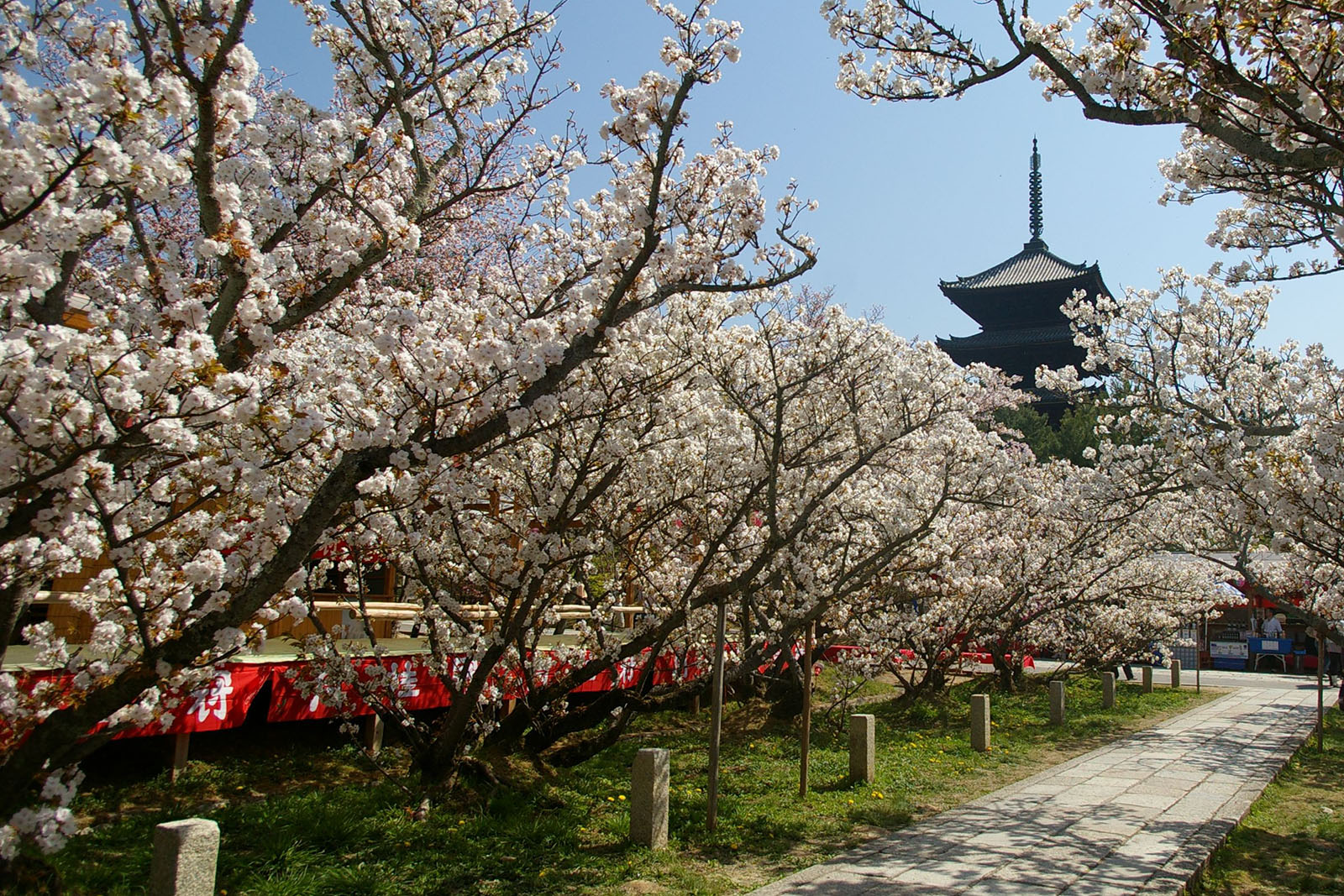
Парк сакур